# Dell Optiplex
Dell Optiplex est la gamme professionnelle d'ordinateurs de bureaux vendue par la marque Dell.
Il s'agit en fait d'un mot valise, composé de "optimal" et de "-plex" (formé d'unités).
En 2014, la marque introduit un nouveau modèle baptisé "Micro" qui est une sorte de Mini-PC très puissant, grâce à l'utilisation de processeur Intel Core i5/i7 de 4e et 6e génération.

## Modèles actuels

### Entrée de gamme
- Optiplex 3070 (Micro/MT/SFF) (2019)
- Optiplex 3080 (Micro/MT/SFF) (2020)
- Optiplex 3280 (Tout-en-un) (2020)

### Milieu de gamme
- Optiplex 5070 (Micro/MT/SFF) (2019)
- Optiplex 5080 (Micro/MT/SFF) (2020)
- Optiplex 5480 (Tout-en-un) (2020)

### Haut de gamme
- Optiplex 7070 (Micro/MT/SFF) (2019)Un Dell Optiplex GX320

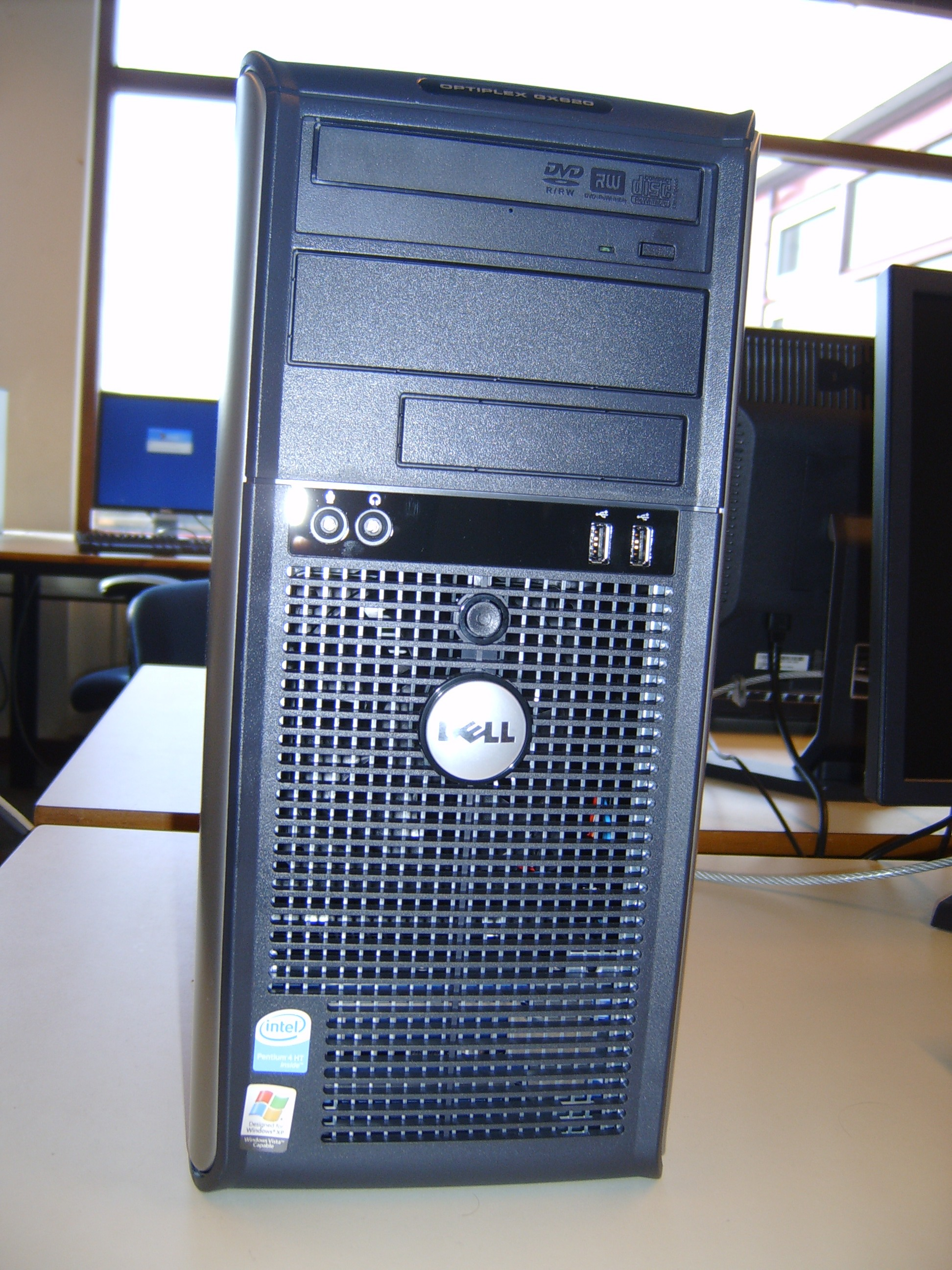
Un Dell Optiplex GX320

- Optiplex 7080 (MT/SFF/Micro Pro 2) (2020)
- Optiplex 7770 (Tout-en-un) (2019)

## Anciens modèles

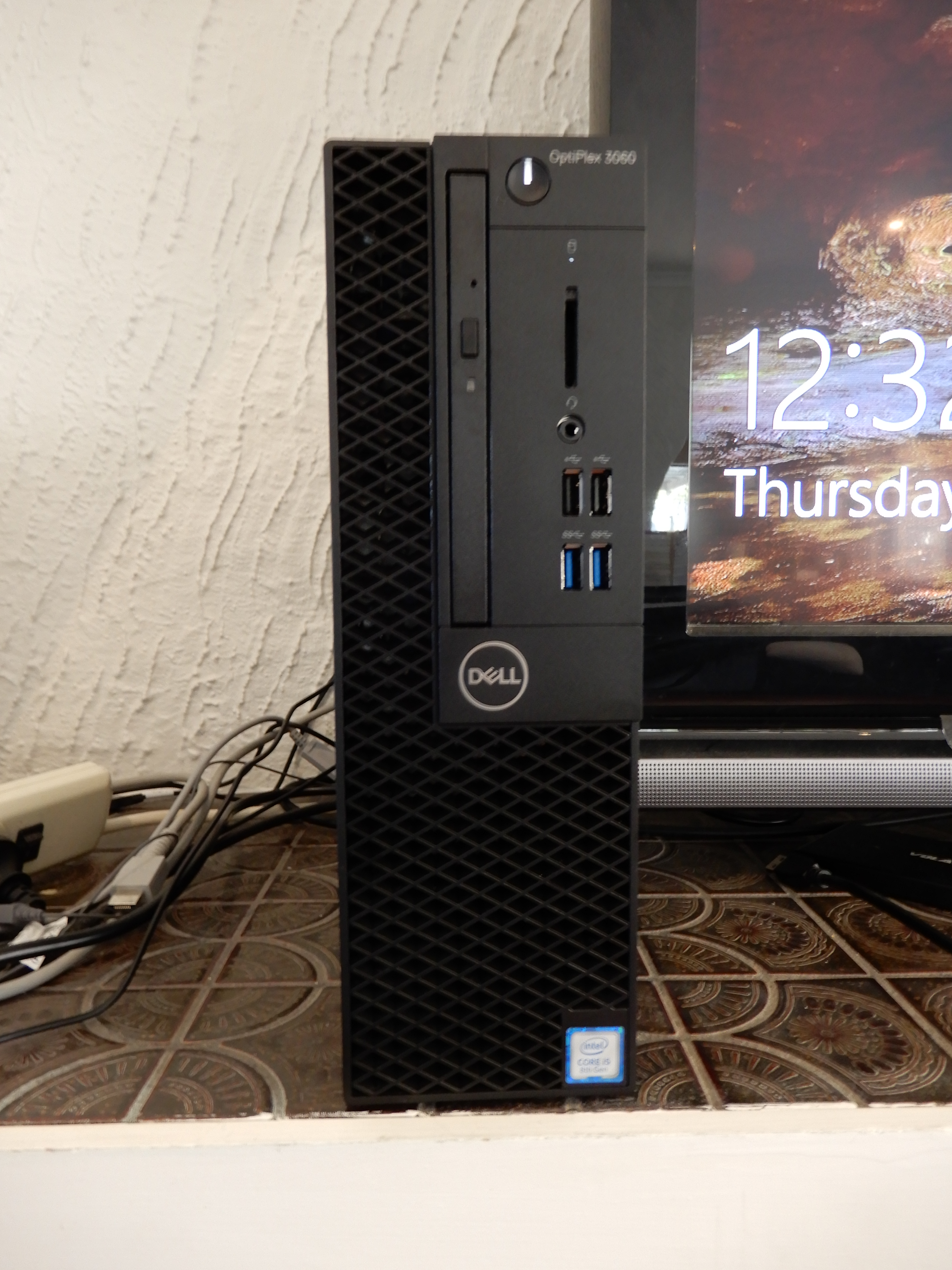
un Dell Optiplex 3060 (2018)

- Optiplex 210L (Intel)
- Optiplex 320 (Intel)
- Optiplex 330 (Intel)
- Optiplex 360 (Intel)
- Optiplex 380 (Intel) ddr3-10600
- Optiplex 390 (Intel) ddr3-12800
- Optiplex 3010 (Intel)
- Optiplex 3020 (Intel)
- Optiplex 3040 (Intel)
- Optiplex 3050 (Intel)
- Optiplex 3060 (Intel)
- Optiplex 740 (AMD)
- Optiplex 745 (Intel)un Dell Optiplex 3060 (2018)
- Optiplex 755 (Intel)
- Optiplex 760 (Intel)
- Optiplex 780 (Intel)
- Optiplex 790 (Intel)
- Optiplex 7010 (Intel)
- Optiplex 7020 (Intel)
- Optiplex 7040 (Intel)
- Optiplex 7050 (Intel)
- Optiplex 7060 (Intel)
- Optiplex 960 (Intel)
- Optiplex 990 (Intel)
- Optiplex 9010 (Intel)
- Optiplex 9020 (Intel)
- Optiplex FX100
- Optiplex FX170
- Optiplex GM5100 (Intel)
- Optiplex GX150 (Intel) année 2000
- Optiplex GX240 (Intel)
- Optiplex GX260 (Intel)
- Optiplex GX270 (Intel)
- Optiplex GX280 (Intel)
- Optiplex GX320 (Intel)
- Optiplex GX520 (Intel)
- Optiplex GX620 (Intel)
- Optiplex XE[1]